# Danh sách tập phim Black Clover

Bìa Vol 1 Blu-ray phát hành tại Nhật Bản vào ngày 23 tháng 2 năm 2018.

Black Clover là một sê-ri anime được chuyển thể từ manga cùng tên của Tabata Yūki. Được sản xuất bởi Pierrot và đạo diễn bởi Yoshihara Tatsuya, sê-ri ra mắt từ ngày 3 tháng 10 năm 2017 trên TV Tokyo tại Nhật Bản. Fudeyasu Kazuyaki đảm nhiệm viết kịch bản, Takeda Itsuko thiết kế nhân vật và Seki Minako phụ trách phần âm nhạc. Ở mùa đầu tiên tám vol đầu trong manga dự kiến được chuyển thể thành 13 tập phim, tuy nhiên sau đó được mở rộng thành 51 tập. Mùa thứ hai bắt đầu ra mắt từ ngày 2 tháng 10 năm 2018. Sê-ri này sử dụng 16 ca khúc chủ đề khác nhau: tám ca khúc chủ đề mở đầu và tám ca khúc chủ đề kết thúc phim.
Một original video animation sản xuất bởi Xebec dựa trên sê-ri được trình chiếu tại Jump Festa 2016 từ ngày 27 tháng 11 đến 18 tháng 12 năm 2016. Nó được đính kèm cùng với vol thứ 11 trong manga, phát hành ngày 2 tháng 5 năm 2017. original video animation thứ hai được trình chiếu tại Jump Festa 2018.
Lưu ý: Black Clover không chia theo season mà chia theo mùa, lý do Anime dừng là do gần đuổi kịp manga nên ta có thể coi từ tập 1 tới tập 170 của anime là season 1 và sắp tới là ra movie cũng như là season 2 của Black Clover, season 2 của Black Clover sẽ được tiếp tục với Spade Arc Kingdom Raid

## Danh sách tập

### Begin Arc
| #  | Tên tập phim | Ngày phát sóng gốc   |
| -- | --- | -------------------- |
| 1  | "Asta và Yuno" "Asuta to Yuno" (アスタとユノ)                                                                                        | 3 tháng 10 năm 2017  |
| 2  | "Lời hứa của thiếu niên" "Shōnen no Chikai" (少年の誓い)                                                                             | 10 tháng 10 năm 2017 |
| 3  | "Đến thủ đô vương quốc Clover" "Kurōbā Ōkoku, Ōto e!" (クローバー王国、王都へ！)                                                     | 17 tháng 10 năm 2017 |
| 4  | "Kỳ thi tuyển đầu vào" "Mahō Kishidan Nyūdan Shiken" (魔法騎士団入団試験)                                                            | 24 tháng 10 năm 2017 |
| 5  | "Con đường trở thành Pháp Vương" "Mahōtei e no Michi" (魔法帝への道)                                                                 | 31 tháng 10 năm 2017 |
| 6  | "Hắc Ngưu Đoàn" "Kuro no Bōgyū" (黒の暴牛)                                                                                           | 7 tháng 11 năm 2017  |
| 7  | "Thành viên khác" "Mō Hitori no Shin Nyūdan'in" (もう一人の新入団員)                                                                 | 14 tháng 11 năm 2017 |
| 8  | "Đi! Đi! Nhiệm vụ đầu tiên" "Gō Gō Hatsu Ninmu" (ゴーゴー初任務)                                                                     | 21 tháng 11 năm 2017 |
| 9  | "Dã thú" "Kemono" ( 獣) | 28 tháng 11 năm 2017 |
| 10 | "Những người bảo vệ" "Mamoru Mono" (護る者)                                                                                          | 5 tháng 12 năm 2017  |
| 11 | " Chuyện xác định xảy ra trong ngày xác định ở Lâu đài thị trấn" "Toaru Hi no Jōkamachi de no Dekigoto" (とある日の城下町での出来事) | 12 tháng 12 năm 2017 |
| 12 | "Pháp Vương đã thấy" "Mahōtei wa Mita" (魔法帝は見た)                                                                                | 19 tháng 12 năm 2017 |
| 13 | "Pháp Vương đã thấy (tiếp theo)" "Zoku Mahōtei wa Mita" (続・魔法帝は見た)                                                           | 26 tháng 12 năm 2017 |

### Dungeon Exploration Arc
| #  | Tên tập phim                                                              | Ngày phát sóng gốc  |
| -- | ------------------------------------------------------------------------- | ------------------- |
| 14 | "Hầm ngục" "Danjon" (魔宮)                                                | 9 tháng 1 năm 2018  |
| 15 | "Pháp sư của Diamond" "Daiyamondo no Madōsenshi" (ダイヤモンドの魔導戦士) | 16 tháng 1 năm 2018 |
| 16 | "Bạn bè" "Nakama" (仲間)                                                  | 23 tháng 1 năm 2018 |
| 17 | "Kẻ hủy diệt" "Hakaimono" (破壊者)                                        | 30 tháng 1 năm 2018 |
| 18 | "Kí ức về cậu" "Tsuioku no Kimi" ( 追憶の君)                              | 6 tháng 2 năm 2018  |

### Royal Capital Arc
| #  | Tên tập phim                                          | Ngày phát sóng gốc  |
| -- | ----------------------------------------------------- | ------------------- |
| 19 | "Hủy diệt và cứu rỗi" "Hōkai to Kyūsai" ( 崩壊と救済) | 13 tháng 2 năm 2018 |
| 20 | "Hội nghị ở thủ đô" "Ōto Shūketsu" ( 王都集結)        | 20 tháng 2 năm 2018 |
| 21 | "Nỗi loạn ở thủ đô" "Ōto Sōran" (王都騒乱)            | 27 tháng 2 năm 2018 |
| 22 | "Vũ thuật hoang dã" "Mahō Ranbu" (魔法乱舞)           | 6 tháng 3 năm 2018  |
| 23 | "Hỏa Sư Vương" "Guren no Shishiō" (紅蓮の獅子王)      | 13 tháng 3 năm 2018 |
| 24 | "Bất tỉnh" "Burakkuauto" (ブラックアウト)             | 20 tháng 3 năm 2018 |
| 25 | "Nghịch cảnh" "Gyakkyō" (逆境)                        | 27 tháng 3 năm 2018 |
| 26 | "Dã thú bị thương" "Teoi no Kemono" (手負いの獣)      | 3 tháng 4 năm 2018  |
| 27 | "Ánh sáng" "Hikari" (光)                              | 10 tháng 4 năm 2018 |

### Eye Of The Midnight Sun Arc
| #  | Tên tập phim                                                                            | Ngày phát sóng gốc  |
| -- | --------------------------------------------------------------------------------------- | ------------------- |
| 28 | "Người được đặt trong tim" "Kokoro ni Kimeta Hito" (心に決めた人)                       | 17 tháng 4 năm 2018 |
| 29 | "Con đường" "Michi" ( 道)                                                               | 24 tháng 4 năm 2018 |
| 30 | "Pháp sư gương" "Kagami no Madōshi" (鏡の魔道士)                                        | 1 tháng 5 năm 2018  |
| 31 | "Trừng phạt trên tuyết" "Setsujō no Tsuigeki" (雪上の追跡)                              | 8 tháng 5 năm 2018  |
| 32 | "Mầm cỏ ba lá" "Mitsuba no Me" (三つ葉の芽)                                             | 15 tháng 5 năm 2018 |
| 33 | "Giúp một ai đó trong tương lai" "Itsuka Dareka no Tame ni naru" (いつか誰かの為になる) | 22 tháng 5 năm 2018 |
| 34 | "Quang và Ám" "Hikari Mahō Bāsasu Yami Mahō" ( 光魔法VS闇魔法)                          | 29 tháng 5 năm 2018 |
| 35 | "Ánh sáng phán quyết" "Sabaki no Hikari" (裁きの光)                                     | 5 tháng 6 năm 2018  |
| 36 | "Tam nhãn" "Mittsu no Me" (三つの眼)                                                    | 12 tháng 6 năm 2018 |
| 37 | "Kẻ không ma pháp" "Maryokunaki Mono" (魔力無き者)                                      | 19 tháng 6 năm 2018 |
| 38 | "Hội nghị hiệp đoàn" "Mahō Kishi-dan Danchō Kaigi" (魔法騎士団団長会議)                 | 26 tháng 6 năm 2018 |
| 39 | "Chào theo Clover" "Mitsuba no Keirei" (三つ葉の敬礼)                                   | 3 tháng 7 năm 2018  |

### Seabed Temple Arc
| #  | Tên tập phim                                                                                            | Ngày phát sóng gốc  |
| -- | --- | ------------------- |
| 40 | "Câu chuyện đen tối bên bờ biển" "Kuro no Kaigan Monogatari" (黒の海岸物語)                             | 10 tháng 7 năm 2018 |
| 41 | "Thủy nữ trưởng thành" "Mizu no Seichō Monogatari" (水の娘成長物語)                                     | 17 tháng 7 năm 2018 |
| 42 | "Thần điện dưới nước" "Kaitei Shinden" (海底神殿)                                                       | 24 tháng 7 năm 2018 |
| 43 | "Cuộc chiến trong thần điện" "Shinden Batoru Rowaiyaru" (神殿バトルロワイヤル)                          | 31 tháng 7 năm 2018 |
| 44 | "Hỏa cầu vô hướng và Sấm chớp hung bạo" "Guchokuna Kakyū to Honpōna Inazuma" (愚直な火球と奔放な稲光)   | 7 tháng 8 năm 2018  |
| 45 | "Kẻ không biết điểm dừng" "Akirame no Warui Otoko" (諦めの悪い男)                                       | 14 tháng 8 năm 2018 |
| 46 | "Thức tỉnh" "Kakusei" (覚醒)                                                                            | 21 tháng 8 năm 2018 |
| 47 | "Vũ khí duy nhất" "Yuiitsu no Buki" ( 唯一の武器)                                                       | 28 tháng 8 năm 2018 |
| 48 | "Tuyệt vọng và hi vọng" "Zetsubō Bāsasu Kibō" (絶望VS希望)                                              | 4 tháng 9 năm 2018  |
| 49 | "Vượt qua giới hạn" "Genkai no Saki" (限界の先)                                                         | 11 tháng 9 năm 2018 |
| 50 | "Kết thúc cuộc chiến, kết thúc tuyệt vọng" "Tatakai no Hate Zetsubō no Owari" (戦いの果て 絶望の終わり) | 18 tháng 9 năm 2018 |

| #  | Tên tập phim                                                                                     | Ngày phát sóng gốc   |
| -- | ------------------------------------------------------------------------------------------------ | -------------------- |
| 51 | "Minh chứng của sự đúng đắn" "Tadashi-sa no Shōmei" (正しさの証明)                               | 25 tháng 9 năm 2018  |
| 52 | "Kẻ mạnh thì thắng" "Tsuyoi Hōga Katsu" ( 強い方が勝つ)                                          | 2 tháng 10 năm 2018  |
| 53 | "Đằng sau tấm mặt nạ" "Kamen no Oku" (仮面の奥)                                                  | 9 tháng 10 năm 2018  |
| 54 | "Không bao giờ nữa" "Mōnidoto" (もう二度と)                                                      | 16 tháng 10 năm 2018 |
| 55 | "Người đàn ông mang tên Fanzell" "Fanzeru to Yū otoko" (ファンゼルという男)                      | 23 tháng 10 năm 2018 |
| 56 | "Người đàn ông mang tên Fanzell (tiếp theo)" "Zoku Fanzeru to Yū otoko" (続・ファンゼルという男) | 30 tháng 10 năm 2018 |
| 57 | "Xâm nhập" "Sen'nyū" (潜入)                                                                      | 6 tháng 11 năm 2018  |
| 58 | "Quyết ý trên chiến trường" "Senjō no Ketsudan" (戦場の決断)                                     | 13 tháng 11 năm 2018 |
| 59 | "Ngọn lửa thù hận" "Zōo no Honō" (憎悪の炎)                                                      | 20 tháng 11 năm 2018 |
| 60 | "Sự chuộc lỗi của kẻ phản bội" "Rihan-sha no Shokuzai" (離反者の贖罪)                            | 27 tháng 11 năm 2018 |
| 61 | "Vùng đất hứa" "Yakusoku no Sekai" (約束の世界)                                                  | 4 tháng 12 năm 2018  |
| 62 | "Người thúc đẩy tiến lên" "Takame Au Sonzai" (高め合う存在)                                      | 11 tháng 12 năm 2018 |
| 63 | "Thiên thạch xuyên bầu trời" "Nandemonai" (何でも無い)                                           | 18 tháng 12 năm 2018 |
| 64 | "Sợi tơ đỏ" "Unmei no Akai Ito" (運命の赤い糸)                                                   | 25 tháng 12 năm 2018 |
| 65 | "Về nhà" "Tadaima" (ただいま)                                                                    | 8 tháng 1 năm 2019   |

### Hot Spring Training Camp Arc
| #  | Tên tập phim                                                                        | Ngày phát sóng gốc  |
| -- | ----------------------------------------------------------------------------------- | ------------------- |
| 66 | "Bí mật của Bạch Dạ Ma" "Byakuya no Magan no Himitsu" (白夜の魔眼のひみつ)          | 15 tháng 1 năm 2019 |
| 67 | "Hẹn hò đôi" "Tanoshī o Matsuri Daburu Dēto" (楽しいお祭りWデート)                  | 22 tháng 1 năm 2019 |
| 68 | "Chiến tới chết!? Yami VS Jack" "Shitō!? Yami Bāsasu Jakku" (死闘!? ヤミVSジャック) | 29 tháng 1 năm 2019 |
| 69 | "Nỗi phiền muộn của Briar Maiden" "Ibara Otome no Yūutsu" (荊乙女の憂鬱)            | 5 tháng 2 năm 2019  |
| 70 | "Hai ngôi sao mới" "Futatsu no Shinsei" (二つの新星)                                | 12 tháng 2 năm 2019 |
| 71 | "Nữ hoàng sư tử bất bại" "Mukan Muhai no Onna Shishi" ( 無冠無敗の女獅子)           | 19 tháng 2 năm 2019 |
| 72 | "Ngọn lửa của Saint Elmo" "Sento Erumo no Hi" (セントエルモの火)                    | 26 tháng 2 năm 2019 |

### Royal Knight Arc
| #  | Tên tập phim | Ngày phát sóng gốc  |
| -- | --- | ------------------- |
| 73 | "Kì thi vương tuyển kỵ sĩ đoàn" "Roiyaru Naitsu Senbatsu Shiken" (王撰騎士団ロイヤルナイツ選抜試験)               | 5 tháng 3 năm 2019  |
| 74 | "Cánh hoa cương quyết" "Chikai no Hana" (誓いの花)                                                                | 12 tháng 3 năm 2019 |
| 75 | "Trận chiến quyết liệt" "Gekisen" (激戦)                                                                          | 19 tháng 3 năm 2019 |
| 76 | "Pháp sư X" "Madō-shi Ekkusu" (魔道士Ｘ)                                                                          | 26 tháng 3 năm 2019 |
| 77 | "Nhân duyên" "In'nen" (因縁)                                                                                      | 2 tháng 4 năm 2019  |
| 78 | "Bẫy của nông dân" "Gemin no Wana" (下民げみんの罠)                                                               | 9 tháng 4 năm 2019  |
| 79 | "Yankee-Senpai vs Kin'niku Chibi" "Yankī Senpai Bāsasu Kin'niku Baka" (ヤンキー先輩VS筋肉バカ)                    | 16 tháng 4 năm 2019 |
| 80 | "Người em đặc biệt và người anh thất bại" "Yūtōsei no Otōto Bāsasu Fudeki no Ani" (優等生の弟VS不出来の兄)        | 23 tháng 4 năm 2019 |
| 81 | "Cuộc sống của một người đàn ông" "Aru Hitori no Otoko no Ikikata" (ある一人の男の生き方)                         | 30 tháng 4 năm 2019 |
| 82 | " Petit Clover! Ác mộng Charmy!" "Puchitto Kurōbā! Akumu no Chāmī SP!" (プチット・クローバー!悪夢のチャーミーSP!) | 7 tháng 5 năm 2019  |
| 83 | "Nghiền nát ngươi" "Ima, Yakitsukeru" (今、焼き付ける)                                                            | 14 tháng 5 năm 2019 |
| 84 | "Người chiến thắng" "Shōsha" (勝者)                                                                               | 21 tháng 5 năm 2019 |
| 85 | "Cùng tắm thôi" "Hadaka no Tsukiai" (裸の付き合い)                                                                | 28 tháng 5 năm 2019 |
| 86 | "Yami và Vangeance" "Yami to Vanjansu" (ヤミとヴァンジャンス)                                                     | 4 tháng 6 năm 2019  |
| 87 | "Vương Tuyển Kỵ Sĩ Đoàn" "Roiyaru Naitsu Kessei" (王撰騎士団ロイヤルナイツ結成)                                   | 11 tháng 6 năm 2019 |
| 88 | "Đột kích Bạch Dạ Ma Nhãn" "Byakuya no Magan Ajito Totsunyū" (白夜の魔眼アジト 突入!!!)                           | 18 tháng 6 năm 2019 |
| 89 | "Căn cứ Hắc Bộc Ngưu" "Kuro no Bōgyū Ajito" (黒の暴牛アジト)                                                      | 25 tháng 6 năm 2019 |

### Elf Reincarnation Arc
| #   | Tên tập phim | Ngày phát sóng gốc   |
| --- | --- | -------------------- |
| 90  | "Cuộc chiến ma pháp điên cuồng" "Muchakucha na Mahōsen" (ムチャクチャな魔法戦)                                                | 2 tháng 7 năm 2019   |
| 91  | "Mereoleona vs Raia bội tín" "Mereoreona Bāsasu Fujitsu no Raia" (メレオレオナVS不実のライア)                                 | 9 tháng 7 năm 2019   |
| 92  | "Đại chiến Ma Pháp Vương VS Licht" "Mahōtei Bāsasu Byakuya no Magan Tōshu" (魔法帝VS白夜の魔眼頭首)                           | 16 tháng 7 năm 2019  |
| 93  | "Julius Novachrono" "Yuriusu Novakurono" (ユリウス・ノヴァクロノ)                                                             | 23 tháng 7 năm 2019  |
| 94  | "Tương lai mới" "Atarashii Mirai" (新しい未来)                                                                                | 30 tháng 7 năm 2019  |
| 95  | "Chuyển sinh" "Tensei" (転生)                                                                                                 | 6 tháng 8 năm 2019   |
| 96  | "Đội trưởng Hắc Bộc Ngưu vs. Chân Hồng Dã Sắc Vi" "Kuro no Bōgyū Danchō Bāsasu Shinku no Nobara" (黒の暴牛団長VS真紅の野薔薇) | 13 tháng 8 năm 2019  |
| 97  | "Bất lợi cực lớn" "Attō-teki Ressei" (圧倒的劣勢)                                                                             | 20 tháng 8 năm 2019  |
| 98  | "Sư tử ngủ quên" "Nemureru Shishi" (眠れる獅子)                                                                               | 27 tháng 8 năm 2019  |
| 99  | "Con đường sống sót vô vọng" "Inochigake no Ikiru Michi" (命懸けの生きる道)                                                   | 3 tháng 9 năm 2019   |
| 100 | "Bọn ta nhất định không thua" "Omaeni wa Makenai" (オマエには負けない)                                                        | 10 tháng 9 năm 2019  |
| 101 | "Cuộc sống của ngôi làng trong khu rừng" "Saihate no Mura no Inochi" (最果ての村の命)                                         | 17 tháng 9 năm 2019  |
| 102 | "Hai phép màu" "Futatsu no Kiseki" (2つのキセキ)                                                                              | 24 tháng 9 năm 2019  |
| 103 | "Giải thoát khỏi bất hạnh" "Inga Kaihō" (因果解放)                                                                            | 1 tháng 10 năm 2019  |
| 104 | "Lôi kình VS đồng đội" "Ikari no Ikazuchi Bāsasu Nakama" (怒りの雷VS仲間)                                                     | 8 tháng 10 năm 2019  |
| 105 | "Nụ cười, nước mắt" "Egao Namida" (笑顔 涙)                                                                                   | 15 tháng 10 năm 2019 |
| 106 | "Con đường báo thù, con đường chuộc lỗi" "Fukushū no Michi Tsugunai no Michi" (復讐の道 償いの道)                             | 22 tháng 10 năm 2019 |
| 107 | "Trận chiến vì lâu đài Clover" "Kessen Kurōbā-jō" (決戦 クローバー城)                                                         | 29 tháng 10 năm 2019 |
| 108 | "Vũ công của chiến trường" "Senjō no Maihime" (戦場の舞姫)                                                                    | 5 tháng 11 năm 2019  |
| 109 | "Hutny đệ ma pháp không gian" "Kūkan Madōshi no Kyōdai" (空間魔導士の兄弟)                                                    | 12 tháng 11 năm 2019 |
| 110 | "Hắc Bộc Ngưu tham chiến" "Abare Ushi Chōjō Kessen Sansen!!" (暴れ牛 頂上決戦参戦!!)                                          | 19 tháng 11 năm 2019 |
| 111 | "Đôi mắt trong gương" "Kagami no Naka no Hitomi" (鏡の中の瞳)                                                                 | 26 tháng 11 năm 2019 |
| 112 | "Những con người có thể tin tưởng" "Shinjirareru Ningen" (信じられる人間)                                                     | 3 tháng 12 năm 2019  |
| 113 | "Bão tố tại Ánh Vương Cung" "Totsunyū Kage no Ōkyū" (突入 影の王宮)                                                           | 10 tháng 12 năm 2019 |
| 114 | "Kẻ xâm phạm cuối cùng" "Saigo no Nyūjō-sha" (最後の入城者)                                                                   | 17 tháng 12 năm 2019 |
| 115 | "Chủ mưu" "Kuromaku" (黒幕)                                                                                                   | 24 tháng 12 năm 2019 |
| 116 | "Thiên địch tối thượng" "Saikyō no Tenteki" (最強の天敵)                                                                      | 7 tháng 1 năm 2020   |
| 117 | "Phá bỏ phong ấn" "Ima Fū o Kiru Toki" (今封を切る時)                                                                         | 14 tháng 1 năm 2020  |
| 118 | "Cuộc hội ngộ xuyên thời - không" "Jikū o Koeta Saikai" (時空を超えた再会)                                                    | 21 tháng 1 năm 2020  |
| 119 | "Đòn tấn công cuối cùng" "Owari no Ichigeki" (終わりの一撃)                                                                   | 28 tháng 1 năm 2020  |
| 120 | "Bình minh" "Yoake" (夜明け)                                                                                                  | 4 tháng 2 năm 2020   |
| 121 | "Ba vấn đề" "Mitsu no Komatta Koto" ( 3つの困ったこと)                                                                        | 11 tháng 2 năm 2020  |
| 122 | "Đen tuyền" "Makkurokekke" (真っ黒けっけ)                                                                                     | 18 tháng 2 năm 2020  |
| 123 | "Nero hồi tưởng... Phần đầu" "Nero, Tsuikai Soshite... Zenpen" (ネロ、追懐そして…前編)                                        | 25 tháng 2 năm 2020  |
| 124 | "Nero hồi tưởng... Phần cuối" "Nero, Tsuikai Soshite... Kōhen" (ネロ、追懐そして…後編)                                        | 3 tháng 3 năm 2020   |
| 125 | "Trở về" "Kikan" (帰還) | 10 tháng 3 năm 2020  |
| 126 | "Lời thổ lộ của Sắc Dã Bích Vi" "Aobara no Kokuhaku" ( 碧薔薇の告白)                                                          | 17 tháng 3 năm 2020  |
| 127 | "Manh mối" "Tegakari" (手掛かり)                                                                                              | 24 tháng 3 năm 2020  |
| 128 | "Tới vương quốc Heart!" "Hāto Ōkoku e!" (ハート王国へ！)                                                                      | 31 tháng 3 năm 2020  |
| 129 | "Akuma Megikyura" (悪魔メギキュラ)                                                                                            | 7 tháng 4 năm 2020   |
| 130 | "Shin Mahō Kishi-dan Danchō Kaigi" (新・魔法騎士団団長会議)                                                                   | 14 tháng 4 năm 2020  |
| 131 | "Aratanaru Ketsui" (新たなる決意)                                                                                             | 21 tháng 4 năm 2020  |
| 132 | "Mezameru Shishi" (目覚める獅子)                                                                                              | 28 tháng 4 năm 2020  |
| 133 | "Zoku Mezameru Shishi" (続・目覚める獅子)                                                                                     | 7 tháng 7 năm 2020   |
| 134 | "Atsumatta-sha-tachi" (集まった者たち)                                                                                        | 14 tháng 7 năm 2020  |
| 135 | "Kokoro ni, Kokoro ni, Kokoro ni Kimeta Hito" (心に、心に、心に決めた人)                                                      | 21 tháng 7 năm 2020  |
| 136 | "Kuro no Shinkai Monogatari" (黒の深海物語)                                                                                   | 28 tháng 7 năm 2020  |
| 137 | "Chāmī Hyaku-nen no Shokuyoku to Gōdon Sen'nen no Kodoku" (チャーミー百年の食欲とゴードン千年の孤独)                          | 4 tháng 8 năm 2020   |
| 138 | "Zara o Tsugu Mono" (ザラを継ぐ者)                                                                                            | 11 tháng 8 năm 2020  |
| 139 | "Majo no Kikyō" (魔女の帰郷)                                                                                                  | 18 tháng 8 năm 2020  |
| 140 | "Yuriusu no Tanomi Koto" (ユリウスの頼み事)                                                                                   | 25 tháng 8 năm 2020  |
| 141 | "Konjiki no Kazoku" (金色の家族)                                                                                              | 1 tháng 9 năm 2020   |
| 142 | "Nokosareta Hitobito" (残された人々)                                                                                          | 8 tháng 9 năm 2020   |
| 143 | "Katamuita Tenbin" (傾いた天秤)                                                                                               | 15 tháng 9 năm 2020  |
| 144 | "Akuma no Horobi o Negau Mono" (悪魔の滅びを願う者)                                                                           | 22 tháng 9 năm 2020  |
| 145 | "Dakkan" (奪還) | 29 tháng 9 năm 2020  |
| 146 | "Akuma o Agameru Monotachi" (悪魔をあがめる者たち)                                                                            | 6 tháng 10 năm 2020  |
| 147 | "Kesshi" (決死) | 13 tháng 10 năm 2020 |
| 148 | "Yami o Terasu Hikari ni Naru" (闇を照らす光になる)                                                                           | 20 tháng 10 năm 2020 |
| 149 | "Futatsu no Sagashi Mono" (ふたつのさがしもの)                                                                                | 27 tháng 10 năm 2020 |
| 150 | "Otometachi no Chōsen" (乙女たちの挑戦)                                                                                       | 3 tháng 11 năm 2020  |
| 151 | "Gekitotsu! Mahō Kishidan Danchōsen!" (激突！魔法騎士団団長戦！)                                                              | 10 tháng 11 năm 2020 |
| 152 | "Ashita e!" (明日へ!) | 17 tháng 11 năm 2020 |
| 153 | "Erabareshi Monotachi" (選ばれし者たち)                                                                                       | 24 tháng 11 năm 2020 |
| 154 | "Fuku-danchō Rangirusu Vōdo" (副団長ランギルス・ヴォード)                                                                     | 1 tháng 12 năm 2020  |
| 155 | "Gonin no Seirei no Kami" (5人の精霊守)                                                                                       | 8 tháng 12 năm 2020  |
| 156 | "Mezame Yuku Chikara" (目覚めゆく力)                                                                                          | 15 tháng 12 năm 2020 |
| 157 | "Itsutsuba no Kurōbā" (五つ葉のクローバー)                                                                                    | 22 tháng 12 năm 2020 |

### Heart Kingdom Joint Struggle Arc
| #   | Tên tập phim                                                     | Ngày phát sóng gốc  |
| --- | ---------------------------------------------------------------- | ------------------- |
| 158 | "Kibō to Zetsubō no Makuake" (希望と絶望の幕開け)                | 5 tháng 1 năm 2021  |
| 159 | "Shizuka na Mizuumi to Mori no Kage" (静かな湖と森の影)          | 12 tháng 1 năm 2021 |
| 160 | "Supēdo Ōkoku no Shisha" (スペード王国の使者)                    | 19 tháng 1 năm 2021 |
| 161 | "Zenon no Chikara" (ゼノンの力)                                  | 26 tháng 1 năm 2021 |
| 162 | "Taisen Boppatsu" (大戦勃発)                                     | 2 tháng 2 năm 2021  |
| 163 | "Dante Bāsasu Kuro no Bōgyū-dan Danchō" (ダンテVS黒の暴牛団団長) | 9 tháng 2 năm 2021  |
| 164 | "Senjō Hāto Ōkoku" (戦場ハート王国)                              | 16 tháng 2 năm 2021 |
| 165 | "Mizu no Seisen" (水の聖戦)                                      | 23 tháng 2 năm 2021 |
| 166 | "Danchō Yami Sukehiro" (団長 ヤミ・スケヒロ)                     | 2 tháng 3 năm 2021  |
| 167 | "Kuro no Chikai" (黒の誓い)                                      | 9 tháng 3 năm 2021  |

### Spade Kingdom Raid Arc
| #   | Tên tập phim                   | Ngày phát sóng gốc  |
| --- | ------------------------------ | ------------------- |
| 168 | "Saikyō no Taidō" (最強の胎動) | 16 tháng 3 năm 2021 |
| 169 | "Jūma no Gi" (従魔の儀)        | 23 tháng 3 năm 2021 |
| 170 | "Haruka Mirai" (ハルカミライ)  | 30 tháng 3 năm 2021 |

Đây là một danh sách chưa hoàn chỉnh. Bạn có thể giúp Wikipedia .